# كريس ماسترز

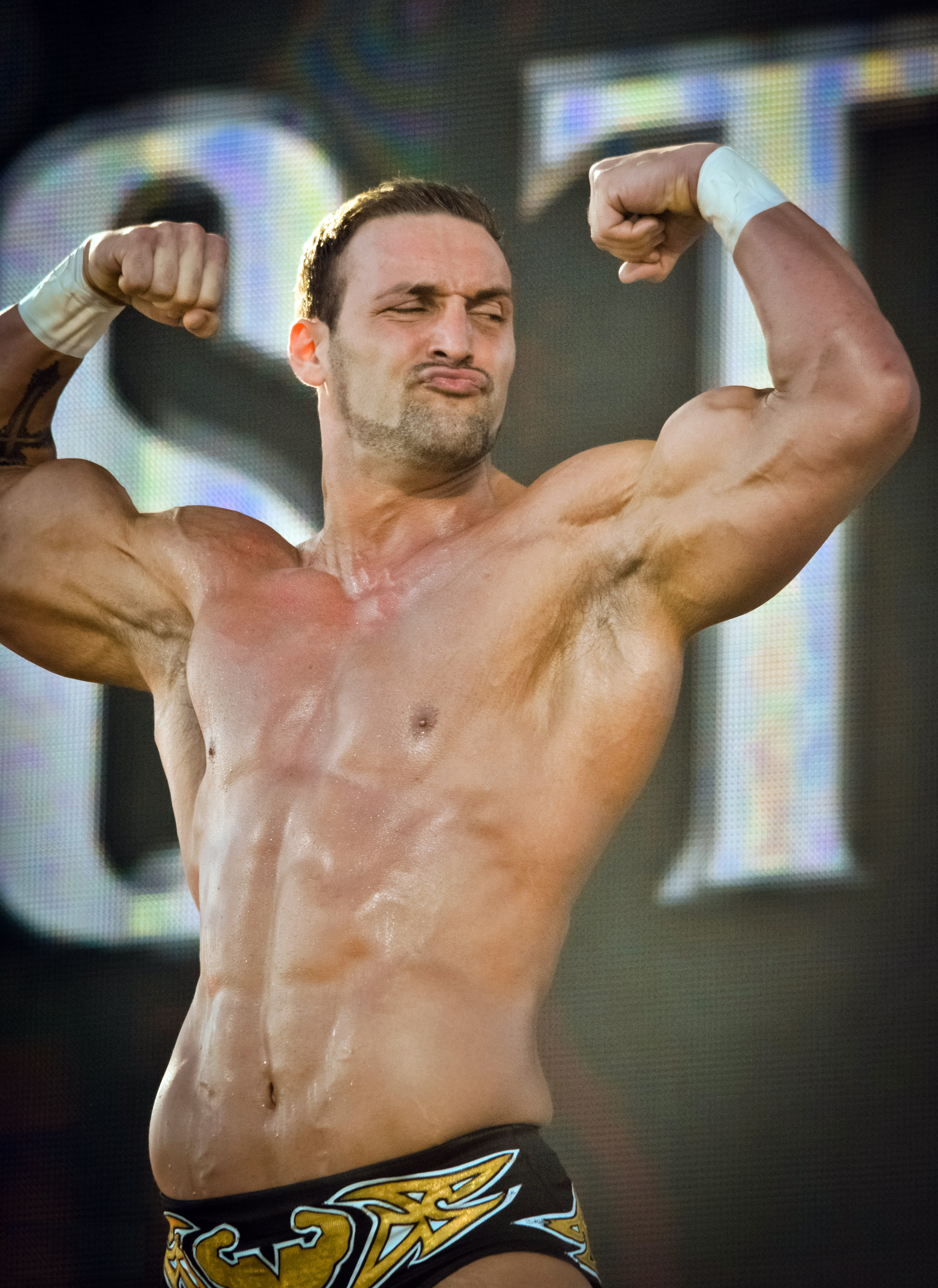

كريس ماسترز (بالإنجليزية: Chris Masters) مصارع أمريكي من مواليد كاليفورنيا في 8 يناير 1983 اسمه الحقيقي هو كريستوف ويليام مورديتسكس.
وكان مع علاقة مع المصارعة الحسناء ايف توريس

## بطاقة تعريفية
- أول ظهرو لكريس ماسترز 1998
- الاسم في الحلبة: كريس ماسترز
- الاسم الحقيقي: كريستوف ويليام مورديتسكي
- الوزن: 125كيلو غرام
- الطول: 1.96 متر
- تاريخ الميلاد: 08 - 01 - 1983
- المدرب اتحاد OVW
- الضربة القاضية (master lock)
- أغنية الدخول إلى الحلبة (The Mastrerpiece)
- أقوى مصارع لعام 2007 و 2008
- المصارع المشهور لعام 2000*

كريس ماسترز هو من أقوى المصارعين الذين ظهروا في اتحاد WWE على مر الأعوام وقد اشتهر كريس مساترز بقوة عضلاته وكبرها وقد كانت له عداوات كثيرة مع مصارعين كثار وكبار وقد كان معروفا باستعراض عضلاته الكبيرة كفقرة من فقرات دخوله للحلبه وقد طرد من اتحاد WWE بدون سابق إنذار أو أي سبب مقنع
وقد كان كريس ماسترز حديث الصحافة والجرائد وبطلها الأول عندما أنقذ امه من حريق هائل وقع داخل منزلها وعلقت عليها الصحافة بانه (موقف بطولي من شخص بطل)
هو اقوى
مصارع في العالم

## روابط خارجية
- كريس ماسترز على موقع IMDb (الإنجليزية)
- كريس ماسترز على موقع قاعدة بيانات الفيلم (الإنجليزية)
- كريس ماسترز على موقع دبليو دبليو إي (الإنجليزية)
- كريس ماسترز على موقع CageMatch worker (الإنجليزية)
- كريس ماسترز على موقع قاعدة بيانات المصارعة على الإنترنت (الإنجليزية)
- كريس ماسترز على موقع عالم المصارعة على الإنترنت (الإنجليزية)
- كريس ماسترز على موقع عالم المصارعة على الإنترنت (الإنجليزية)